# وحدة بوردو الحضرية
تشير الوحدة الحضرية لبوردو، وفقًا للمعهد الوطني للإحصاء والدراسات الاقتصادية (Insee)، إلى جميع البلديات التي تتمتع باستمرارية البناء حول مدينة بوردو. تجمع هذه الوحدة الحضرية، أو التجمع السكاني بالمعنى العام، 1,008,509 نسمة في 73 بلدية على مساحة تبلغ 1,287.30 كيلومتر مربع. تُعد هذه الوحدة سادس أكبر تجمع سكاني من حيث عدد السكان في فرنسا.